# Universidad médica de las Américas
La Universidad médica de las Américas (en inglés: Medical University of the Americas – Nevis) es una organización privada, sin fines de lucro ubicada en la isla de Nevis en las Antillas. La MUA confiere a sus egresados el Doctorado en Medicina (MD). La universidad es propiedad de R3 Education, Inc. Una típica clase de ciencia básica en MUA es de unos 80-90 alumnos. El campus de 10 acres está situado en lo que fue históricamente una plantación de azúcar. La biblioteca Lorraine Hanley-Browne esta a la junto al edificio del aula Magna.

## Acreditación, reconocimiento y aprobación
La universidad está acreditada por la Comisión de Acreditación de las Facultades de Medicina y por la Junta de Acreditación del gobierno de San Cristóbal y Nevis.
La UMA figura en el Directorio mundial de facultades de medicina. También se incluyó en el International Medical Education Directory (IMED) de FAIMER y en el Directorio de Facultades de Medicina de la OMS.
La universidad también ha recibido una determinación de comparabilidad del Comité Nacional de Educación y Acreditación Médica Extranjera (NCFMEA)
Ha sido aprobada para participar en los programas de préstamos directos sin subsidio federal administrados por el Departamento de Educación de EE. UU.
El 27 de julio de 2017, la Junta Médica de California votó para aprobar y reconocer a la Universidad Médica de las Américas. La aprobación reconoce las credenciales de los estudiantes que se matricularon a partir de mayo de 2015 cuando se implementó el nuevo plan de estudios.
La UMA está aprobada por el Departamento de Educación del Estado de Nueva York para capacitación clínica, residencia y licenciatura en Nueva York. Y para permitir que los estudiantes completen más de 12 semanas de prácticas clínicas en el estado de Nueva York. Siendo una de las ocho escuelas de medicina del Caribe aprobadas por el departamento de educación de Nueva York.
La institución ha recibido la aprobación de la Comisión para la Educación Independiente y el Departamento de Educación de Florida para obtener la licencia.